# Tout Alizée
Tout Alizée (tiếng Anh All Alizée) là album tổng hợp của ca sĩ người Pháp Alizée. Album được phát hành vào ngày 10 tháng 12 năm 2007 chỉ ở México, phát hành bởi hãng đĩa cũ của Alizée là Universal Music để kiếm lời dựa trên các thành công gần đây của cô, album được kèm theo đĩa DVD chứa các đoạn video ca nhạc.

## Biểu đồ và doanh thu
Album đứng thứ 62 trong Mexican Top 100 Albums, và thứ 18 trong International Top 20 Albums.
| Quốc gia                            | Vị trí |
| ----------------------------------- | ------ |
| Mexican Top 100                     | 22     |
| Mexican International Top 20 Albums | 3      |

## Danh sách track
CD
1. "Moi... Lolita"
2. "Gourmandises"
3. "L'Alizé"
4. "J.B.G."
5. "Parler tout bas"
6. "J'en ai marre!"
7. "À contre-courant"
8. "Hey ! Amigo !"
9. "Youpidou"
10. "Amélie m'a dit"
11. "J'ai pas vingt ans!"
12. "Moi... Lolita" [Lola Extended Remix]
13. "Moi... Lolita" [Hello Helli T'es A Dance Remix]
14. "I'm Fed Up! [Bubbly Club Remix]
15. "J'en ai marre!" [Soft Skin Club Mix]

DVD
1. "Gourmandises"
2. "Moi... Lolita"
3. "Parler tout bas"
4. "J'ai pas vingt ans!"
5. "I'm Not Twenty"
6. "J'en ai marre!"
7. "I'm Fed Up!"
8. Documentary: Tubes D’un Jour

## Dẫn chứng
1. ↑  (tiếng Tây Ban Nha) "MixUp Stores - Tout Alizée". MixUp.com. ngày 10 tháng 12 năm 2007. Bản gốc lưu trữ ngày 18 tháng 5 năm 2009. Truy cập ngày 16 tháng 1 năm 2008. {{Chú thích báo}}: Kiểm tra giá trị ngày tháng trong: |date= (trợ giúp)
2. ↑  Nuevos Lanzamientos (New Releases)
3. ↑  "Mexican Albums Chart - ngày 30 tháng 12 năm 2007" (PDF). Bản gốc (PDF) lưu trữ ngày 9 tháng 6 năm 2011. Truy cập ngày 5 tháng 1 năm 2009.
4. ↑  "Mexican International Albums Chart - ngày 30 tháng 12 năm 2007" (PDF). Bản gốc (PDF) lưu trữ ngày 22 tháng 7 năm 2010. Truy cập ngày 5 tháng 1 năm 2009.
5. ↑  "Mexico Top 100 Album Chart 6th January 2007" (PDF). Bản gốc (PDF) lưu trữ ngày 9 tháng 6 năm 2011. Truy cập ngày 5 tháng 1 năm 2009.
6. ↑  "Mexico Top 100 Album Chart 6th January 2007" (PDF). Bản gốc (PDF) lưu trữ ngày 22 tháng 7 năm 2010. Truy cập ngày 5 tháng 1 năm 2009.